# 梅德
梅德（德語：Meeder，發音：[ˈmeːdɐ]）是德国巴伐利亚州上弗兰肯行政区科堡县的市镇，面积73.58平方千米，2023年12月31日人口为3,630人。